# Mina Poorseifi
Mina Poorseifi (persisch مینا پورسیفی; * 21. September 1984) ist eine ehemalige iranische Leichtathletin, die im Siebenkampf und im Mittelstreckenlauf an den Start ging.

## Sportliche Laufbahn
Erste internationale Erfahrungen sammelte Mina Poorseifi vermutlich im Jahr 2004, als sie bei den Hallenasienmeisterschaften in Teheran mit 2673 Punkten den vierten Platz im Fünfkampf belegte und mit der iranischen 4-mal-400-Meter-Staffel in 4:00,48 min die Goldmedaille gewann. 2007 belegte sie bei den Hallenasienspielen in Macau in 2:12,58 min den fünften Platz im 800-Meter-Lauf und gelangte mit Staffel mit 3:58,11 min auf Rang fünf. 2010 gewann sie bei den Hallenasienmeisterschaften in Teheran in 2:15,87 min die Bronzemedaille über 800 Meter hinter der Vietnamesin Trương Thanh Hằng und Tatjana Borissowa aus Kirgisistan und sicherte sich mit der Staffel in 3:44,20 min die Bronzemedaille hinter den Teams aus Indien und Kasachstan.

## Persönliche Bestleistungen
- 800 Meter: 2:14,13 min, 22. Oktober 2010 in Teheran
  - 800 Meter (Halle): 2:11,38 min, 31. Oktober 2007 in Macau
  - Fünfkampf (Halle): 2673 Punkte, 8. Februar 2004 in Teheran